# Эррера, Хосе Оскар
Хосе́ О́скар Эрре́ра Коро́минас (исп. José Oscar Herrera Corominas; 17 июня 1965, Тала, Канелонес) — завершивший карьеру футбольный защитник из Уругвая. Участник чемпионата мира 1990 года, победитель Кубка Америки 1995 года.

## Биография
Эррера начал свою игровую карьеру в 1984 году в «Пеньяроле». Вместе с этим клубом он выиграл золотые медали чемпионата Уругвая в 1985 и 1986 годах, а также Кубок Либертадорес 1987.
В 1989 году перешёл в испанский «Фигерас», а спустя сезон — в итальянский «Кальяри», где провёл 5 сезонов и лучшие годы в европейском этапе своей карьеры. После 1995 года довольно часто менял клубы, выступая в чемпионатах Мексики, Аргентины, Уругвая и даже Китая и Индонезии. Завершил карьеру футболиста в 2003 году в «Пеньяроле», сыграв 2 матча за сезон и став, таким образом, чемпионом Уругвая в третий раз в карьере.
Эррера дебютировал в сборной Уругвая в 1988 году. За 9 лет в сборной провёл в её составе 56 матчей и забил 4 гола. Участвовал в трёх Кубках Америки (1989, 1993, 1995), а также в финальной стадии чемпионата мира 1990 года. Победитель Кубка Америки 1995 года, который стал для «Селесте» рекордным, 14-м в истории турнира (такой же показатель лишь у сборной Аргентины).

## Титулы
- Чемпион Уругвая (3): 1985, 1986, 2003
- Кубок Либертадорес (1): 1987
- Победитель Кубка Америки (1): 1995